# Acalypha lanceolata
Acalypha lanceolata är en törelväxtart som beskrevs av Carl Ludwig von Willdenow. Acalypha lanceolata ingår i släktet akalyfor, och familjen törelväxter.

## Underarter
Arten delas in i följande underarter:
- A. l. glandulosa
- A. l. lanceolata